# Vanessa gertrudesae
Vanessa gertrudesae är en fjärilsart som beskrevs av Schröder 1977. Vanessa gertrudesae ingår i släktet Vanessa och familjen praktfjärilar. Inga underarter finns listade i Catalogue of Life.